# Mactroidea
Super-famille
Les Mactroidea sont une super-famille de mollusques bivalves tous marins[réf. nécessaire].

## Liste des familles
Selon World Register of Marine Species (1 juin 2016) et ITIS (1 juin 2016) :
- famille Anatinellidae Gray, 1853
- famille Cardilidae Fischer, 1887
- famille Mactridae Lamarck, 1809
- famille Mesodesmatidae Gray, 1839 ou 1840